# 格雷森縣 (肯塔基州)
格雷森縣（英語：Grayson County）位美國肯塔基州西部產煤區的一個縣。面積1,323平方公里。根据美國2000年人口普查，共有人口24,053人。縣治利奇菲爾德（Leitchfield）。
成立於1810年1月25日，4月1日生效。縣名紀念大陸會議代表、聯邦參議員威廉·格雷森。

## 城市
- 克羅夫頓
- 凱尼維爾
- 克拉克森